# Walter Olof Streng-Renkonen
Walter Olof Streng-Renkonen (* 19. Juni 1876 in Mikkeli; † 16. Juli 1959 in Helsinki) war ein finnischer Germanist, Romanist, Italianist, Linguist und Lexikograf.

## Leben und Werk
Walter Olof Streng wurde 1907 an der Universität Helsinki promoviert mit der Arbeit Haus und Hof im Französischen mit besonderer Berücksichtigung der Mundarten. Versuch einer onomasiologischen Studie (Helsinki 1907). Von 1925 bis 1942 war er Dozent an der Universität Turku, von 1942 bis zu seiner Emeritierung 1946 außerordentlicher Professor für romanistische Linguistik.
Ab 1940 wechselte Streng seinen Namen in Renkonen um, benutzte aber auch die Kombination beider Namen.
Streng-Renkonen war der Bruder des Medizinprofessors Oswald Renkonen (1872–1951).

## Werke
- Himmel und Wetter in Volksglaube und Sprache in Frankreich, 2 Bde.,  Helsinki 1914–1916
- (Hrsg.) Les Estampies françaises, Paris 1930
- (Hrsg.) Joufrois. Roman français du XIIIe siècle, Turku 1930
- (mit Adolf Wilhelm Rankka), Deutsch-Finnisches Wörterbuch = Saksalais-Suomalainen sanakirja,  Porvoo/Leipzig 1918, 1925, 1931, 1940, 1943, 1944, 1952
- (mit Elna Renkonen) Saksalais-suomalainen pienois-sanakirja, Helsinki/Leipzig 1941
- Latinasta ranskaan (Miten ranskankieli Muodostuu), Porvoo 1942 („Vom Lateinischen zum Französischen“)
- Sur l'origine des gallicismes, Turku 1948
- (mit Roberto Wis) Italialais-suomalainen sanakirja = Dizionario italiano-finnico, Porvoo 1950